# Владимир Власов
Владимир Александрович Власов (на руски: Владимир Александрович Власов) е руски композитор.
Роден е на 7 януари 1903 година (25 декември 1902 година стар стил) в Москва. През 1929 година завършва цигулка и композиция в Московската консерватория, след което работи в театъра и радиото. През 1936 година заминава за Киргизстан, където ръководи местната опера и в съавторство с Абдълас Малдъбаев и Владимир Фере композира първите киргизки опери, балети и музикални драми, както и музиката на химна на Киргизката съветска социалистическа република. Връща се в Москва през 1943 година и до 1949 година ръководи Московската филхармония.
Владимир Власов умира на 7 септември 1986 година в Москва.